# Sønderjyllands Amt
Sønderjyllands Amt (německy Amt Südjütland) také označovaný jako Severní Šlesvicko (německy Nordschleswig) byl dánský okres. Ležel v jižní části Jutského poloostrova a byl tvořen nejsevernější částí Šlesvicka. Hlavní město bylo Åbenrå. Součástí Dánska je trvale od 15. června 1920, předtím byl součástí Německa jako součást pruské provincie Šlesvicko-Holštýnsko.

## Města a obce
(počet obyvatel k 1. červnu 2005)
| - Augustenborg – 6584 - Bov – 9936 - Bredebro – 3653 - Broager – 6284 - Christiansfeld – 9553 - Gram – 4864 - Gråsten – 7266 - Haderslev – 31 677 - Højer – 2801 - Lundtoft – 6184 - Løgumkloster – 6831 | - Nørre-Rangstrup – 9549 - Nordborg – 13 994 - Rødding – 10 997 - Rødekro – 11 660 - Skærbæk – 7230 - Sundeved – 5287 - Sydals – 6510 - Sønderborg – 30 717 - Tinglev – 10 105 - Tønder – 12 343 - Vojens – 16 735 - Åbenrå – 22 132 |